# 이시즈에 류지
이시즈에 류지(일본어: 石末 龍治, 1964년 7월 22일 ~ )는 일본의 전 축구 선수이다.

## 구단 경력
1987년 일본 사커 리그의 전일본공수에 입단했다. 1989년에 일본 사커 리그 준우승, 1993년에 J리그컵 우승을 차지했다. 1995년 재팬 풋볼 리그의 비셀 고베로 이적했다. 1996년 재팬 풋볼 리그 준우승으로 J1리그로 승격했다. 1998년후 현역 은퇴.